# Liga LEB Oro 2009-2010
La Liga LEB Oro 2009-2010 è stata la 54ª edizione della seconda divisione spagnola di pallacanestro maschile. La terza edizione con il nome LEB Oro.

## Squadre partecipanti
| Squadra                      | Città                      | Regione          |
| ---------------------------- | -------------------------- | ---------------- |
| Bàsquet Mallorca             | Inca                       | Baleari          |
| Cáceres 2016                 | Cáceres                    | Estremadura      |
| UB La Palma                  | Santa Cruz de la Palma     | Canarie          |
| Melilla                      | Melilla                    | Melilla          |
| ViveMenorca                  | Mahón                      | Baleari          |
| Basket CAI Zaragoza          | Saragozza                  | Aragona          |
| Clínicas Rincón Axarquía     | Vélez-Málaga               | Andalusia        |
| Baloncesto León              | León                       | Castiglia e León |
| Leche Río Breogán            | Lugo                       | Galizia          |
| Ciudad de La Laguna Canarias | San Cristóbal de La Laguna | Canarie          |
| Tenerife Rural               | San Cristóbal de La Laguna | Canarie          |
| Ford Burgos                  | Burgos                     | Castiglia e León |
| Sant Josep Girona            | Gerona                     | Catalogna        |
| Aguas de Sousas Ourense      | Ourense                    | Galizia          |
| Palencia Baloncesto          | Palencia                   | Castiglia e León |
| Club Bàsquet Cornellà        | Cornellà de Llobregat      | Catalogna        |
| Servindustria Tarragona 2017 | Tarragona                  | Catalogna        |
| Kics Ciudad de Vigo          | Vigo                       | Galizia          |

## Classifica finale
| #  | Teams                        | P  | V  | P  | PF   | PS   | Qualificate   |
| -- | ---------------------------- | -- | -- | -- | ---- | ---- | ------------- |
| 1  | Basket CAI Zaragoza          | 34 | 27 | 7  | 2737 | 2466 | Promozione    |
| 2  | Melilla Baloncesto           | 34 | 25 | 9  | 2631 | 2372 | Playoff       |
| 3  | ViveMenorca                  | 34 | 21 | 13 | 2672 | 2485 | Playoff       |
| 4  | Ciudad de La Laguna Canarias | 34 | 21 | 13 | 2827 | 2576 | Playoff       |
| 5  | Ford Burgos                  | 34 | 21 | 13 | 2648 | 2519 | Playoff       |
| 6  | Cáceres 2016                 | 34 | 20 | 14 | 2525 | 2516 | Playoff       |
| 7  | Baloncesto León              | 34 | 19 | 15 | 2533 | 2527 | Playoff       |
| 8  | Leche Río Breogán            | 34 | 19 | 15 | 2693 | 2669 | Playoff       |
| 9  | Sant Josep Girona            | 34 | 17 | 17 | 2575 | 2554 | Playoff       |
| 10 | UB La Palma                  | 34 | 16 | 18 | 2558 | 2641 |               |
| 11 | Tenerife Rural               | 34 | 16 | 18 | 2558 | 2641 |               |
| 12 | Bàsquet Mallorca             | 34 | 16 | 18 | 2900 | 2944 |               |
| 13 | Palencia Baloncesto          | 34 | 14 | 20 | 2459 | 2578 |               |
| 14 | Clínicas Rincón              | 34 | 13 | 21 | 2425 | 2619 |               |
| 15 | Aguas de Sousas Ourense      | 34 | 13 | 21 | 2382 | 2568 |               |
| 16 | Servindustria Tarragona 2017 | 34 | 12 | 22 | 2500 | 2647 | Playout       |
| 17 | CB Cornellà                  | 34 | 10 | 24 | 2490 | 2663 | Playout       |
| 18 | Kics Ciudad de Vigo          | 34 | 6  | 28 | 2332 | 2529 | Retrocessione |

## Copa Príncipe de Asturias
Alla fine del girone di andata, le prime due squadre classificate si sfidano per la Copa Príncipe de Asturias in casa della vincitrice del girone di andata. Il vincitore della coppa giocherà gli eventuali play-off con il miglior posizionamento se terminerà la stagione tra la seconda e la quinta posizione. La Coppa è stata disputata il 31 gennaio.
| Melilla 31 gennaio 2010, ore 13:00 UTC+1 | Melilla    | 79 – 72 (20-20, 36-39, 50-52) referto                                                                           | Minorca | Pabellón Javier Imbroda Ortiz |
| \| \| \| \| \| Coppenrath 16 \| Punti \| 13 Torres \| \| Jiménez 7 \| Assist \| 4 Ciorciari \| \| Coppenrath, García Blanco 6 \| Rimbalzi \| 8 Torres \| \| 5 Huertas• 8 Jiménez• 10 Robinson• 14 Romero• 15 Starosta 7 Ruiz• 11 Coppenrath• 12 Morentin• 13 García Blanco• 17 González• 19 Skjöldebrand \| Formazioni \| 5 Umeh• 8 Ciorciari• 13 Turner• 15 Torres• 19 Victor 6 Montañana• 9 Guzmán• 10 Otegui• 11 Fernández• 12 Sánchez \| \| Gonzalo García \| Allenatori \| Paco Olmos \| |            | |         |                               |
| |            | |         |                               |
| Coppenrath 16 | Punti      | 13 Torres |         |                               |
| Jiménez 7 | Assist     | 4 Ciorciari |         |                               |
| Coppenrath, García Blanco 6 | Rimbalzi   | 8 Torres |         |                               |
| 5 Huertas• 8 Jiménez• 10 Robinson• 14 Romero• 15 Starosta 7 Ruiz• 11 Coppenrath• 12 Morentin• 13 García Blanco• 17 González• 19 Skjöldebrand | Formazioni | 5 Umeh• 8 Ciorciari• 13 Turner• 15 Torres• 19 Victor 6 Montañana• 9 Guzmán• 10 Otegui• 11 Fernández• 12 Sánchez |         |                               |
| Gonzalo García | Allenatori | Paco Olmos |         |                               |

## Play-off
|  | Quarti di finale | Quarti di finale  | Quarti di finale  | Quarti di finale  | Quarti di finale | Quarti di finale | Quarti di finale |  |  | Semifinali        | Semifinali        | Semifinali       | Semifinali | Semifinali | Semifinali | Semifinali |    |    | Finale           | Finale           | Finale | Finale | Finale | Finale | Finale |  |
|  |                  |                   |                   |                   |                  |                  |                  |  |  |                   |                   |                  |            |            |            |            |    |    |                  |                  |        |        |        |        |        |  |
|  | 2                | Melilla           | 90                | 83                | 64               | 89               | 87               |  |  |                   |                   |                  |            |            |            |            |    |    |                  |                  |        |        |        |        |        |  |
|  | 9                | S. Josep Girona   | 82                | 78                | 81               | 90               | 61               |  |  | Melilla           | Melilla           | Melilla          | 64         | 64         | 75         | 78         |    |    |                  |                  |        |        |        |        |        |  |
|  | 5                | Atapuerca Burgos  | Atapuerca Burgos  | 82                | 91               | 71               | 92               |  |  | Atapuerca Burgos  | Atapuerca Burgos  | Atapuerca Burgos | 58         | 74         | 82         | 82         |    |    |                  |                  |        |        |        |        |        |  |
|  | 6                | Cáceres           | Cáceres           | 78                | 77               | 89               | 85               |  |  |                   |                   |                  |            |            |            |            |    |    | Atapuerca Burgos | Atapuerca Burgos | 65     | 69     | 69     | 64     | 66     |  |
|  | 3                | Minorca           | Minorca           | 72                | 63               | 65               | 73               |  |  |                   |                   | Minorca          | Minorca    | 89         | 65         | 64         | 76 | 78 |                  |                  |        |        |        |        |        |  |
|  | 8                | Breogán           | Breogán           | 58                | 61               | 73               | 65               |  |  | Minorca           | Minorca           | 70               | 50         | 81         | 76         | 66         |    |    |                  |                  |        |        |        |        |        |  |
|  | 4                | Canarias Tenerife | Canarias Tenerife | Canarias Tenerife | 72               | 82               | 83               |  |  | Canarias Tenerife | Canarias Tenerife | 58               | 68         | 78         | 81         | 61         |    |    |                  |                  |        |        |        |        |        |  |
|  | 7                | León              | León              | León              | 65               | 62               | 73               |  |  |                   |                   |                  |            |            |            |            |    |    |                  |                  |        |        |        |        |        |  |

## Play-out
|  | Finale |           |           |    |    |    |    |  |
|  |        |           |           |    |    |    |    |  |
|  | 16     | Tarragona | Tarragona | 66 | 80 | 77 | 73 |  |
|  | 17     | Cornellà  | Cornellà  | 62 | 74 | 87 | 50 |  |

## Verdetti
- Promozioni in Liga ACB: Basket CAI Zaragoza e ViveMenorca
- Retrocessioni in LEB Plata: CB Cornellà e Kics Ciudad de Vigo